# Parque nacional Sapo
Parque nacional Sapo (en inglés: Sapo National Park) es un parque nacional en el condado de Sinoe, en el país africano de Liberia. Es el área protegida de bosque tropical más grande del país y su único parque nacional, y contiene la segunda zona más grande de bosque primario tropical en el oeste de África tras el Parque nacional Tai en la vecina Costa de Marfil. La agricultura, construcción, pesca, caza, los asentamientos humanos, y la tala están prohibidas en el parque.
Cubre un área de 1.804 kilómetros cuadrados (697 millas cuadradas).  El parque está limitado al norte por las montañas de Putu y al oeste por el río Sinoe.  La topografía bastante homogénea, plana y pantanosa del parque es compatible con una gran área de bosque deshabitado.